# Supernatural (sezonul 1)
Sezonul unu Supernatural, un serial de televiziune  american  creat de Eric Kripke, a avut premiera la 13 septembrie 2005 și s-a terminat la 4 mai 2006 după 22 de episoade. Este singurul sezon care a avut premiera la The WB Television Network, restul sezoanelor fiind difuzate în premieră de The CW Television Network, o fuziune între The WB și UPN.

## Prezentare
După moartea mamei lor, într-un incendiu suspect care le-a ars casa, Sam și Dean Winchester au trăit o viață mereu pe drumuri alături de tatăl lor. Anii trec, iar cei doi băieții fac echipă pentru a-l găsi pe  tatăl lor, John, care dispare în timpul unei „vânători”. Cu toate acestea, tatăl lor nu este un vânător obișnuit: el vânează creaturi supranaturale, cum ar fi fantome, vampiri și spirite. De asemenea John și-a instruit fiii să facă același lucru. De-a lungul călătoriei lor, Sam și Dean salvează oameni nevinovați, luptă cu creaturi și fantome și adună indicii privind locul în care se află tatăl lor. Sam începe să dezvolte în mod misterios abilități psihice și are viziuni în timpul  călătoriei. Ei îl găsesc în cele din urmă pe tatăl lor, care le arată că creatura care a ucis-o cu  ani în urmă pe  mama lor este demonul Azazel (denumit și "Ochi galbeni") și singurul lucru care-l poate ucide este o armă legendară creată de Samuel Colt. Sezonul se încheie cu frații și tatăl lor implicați într-un accident de mașină, atunci când un camion lovește partea din față a autoturismului Impala. Ei se află în interiorul mașinii, acoperiți de sânge și inconștienți.

## Episoade
În tabelul următor, numărul din prima coloană se referă la numărul episodului în cadrul întregii serii, în timp ce numărul din a doua coloană se referă la numărul episodului în cadrul primului sezon "Audiență SUA (milioane)" se referă la cât de mulți americani au vizionat episodul în ziua difuzării sale.
| Nr. în serial | Nr. în sezon | Titlu               | Regia                 | Scenariu                                                                | Premiera TV        | Cod producție | Audiență SUA (milioane) |
| ------------- | ------------ | ------------------- | --------------------- | ----------------------------------------------------------------------- | ------------------ | ------------- | ----------------------- |
| 1             | 1            | „Pilot”             | David Nutter          | Eric Kripke                                                             | 13 septembrie 2005 | 475285        | 5,69                    |
| 2             | 2            | „Wendigo”           | David Nutter          | Poveste de: Ron Milbauer & Terri Hughes Burton Scenariu de: Eric Kripke | 20 septembrie 2005 | 2T6901        | 5.01                    |
| 3             | 3            | „Dead in the Water” | Kim Manners           | Sera Gamble & Raelle Tucker                                             | 27 septembrie 2005 | 2T6903        | 5.01                    |
| 4             | 4            | „Phantom Traveler”  | Robert Singer         | Richard Hatem                                                           | 4 octombrie 2005   | 2T6904        | 5.40                    |
| 5             | 5            | „Bloody Mary”       | Peter Ellis           | Poveste de: Eric Kripke Scenariu de: Ron Milbauer & Terri Hughes Burton | 11 octombrie 2005  | 2T6905        | 5.50                    |
| 6             | 6            | „Skin”              | Robert Duncan McNeill | John Shiban                                                             | 18 octombrie 2005  | 2T6906        | 5.00                    |
| 7             | 7            | „Hook Man”          | David Jackson         | John Shiban                                                             | 25 octombrie 2005  | 2T6902        | 5.08                    |
| 8             | 8            | „Bugs”              | Kim Manners           | Rachel Nave & Bill Coakley                                              | 8 noiembrie 2005   | 2T6907        | 4.47                    |
| 9             | 9            | „Home”              | Ken Girotti           | Eric Kripke                                                             | 15 noiembrie 2005  | 2T6908        | 4.21                    |
| 10            | 10           | „Asylum”            | Guy Bee               | Richard Hatem                                                           | 22 noiembrie 2005  | 2T6909        | 5.38                    |
| 11            | 11           | „Scarecrow”         | Kim Manners           | Poveste de: Patrick Sean Smith Scenariu de: John Shiban                 | 10 ianuarie 2006   | 2T6911        | 4.23                    |
| 12            | 12           | „Faith”             | Allan Kroeker         | Sera Gamble & Raelle Tucker                                             | 17 ianuarie 2006   | 2T6910        | 3.86                    |
| 13            | 13           | „Route 666”         | Paul Shapiro          | Brad Buckner & Eugenie Ross-Leming                                      | 31 ianuarie 2006   | 2T6912        | 5.82                    |
| 14            | 14           | „Nightmare”         | Phil Sgriccia         | Sera Gamble & Raelle Tucker                                             | 7 februarie 2006   | 2T6913        | 4.27                    |
| 15            | 15           | „The Benders”       | Peter Ellis           | John Shiban                                                             | 14 februarie 2006  | 2T6914        | 3.96                    |
| 16            | 16           | „Shadow”            | Kim Manners           | Eric Kripke                                                             | 28 februarie 2006  | 2T6915        | 4.22                    |
| 17            | 17           | „Hell House”        | Chris Long            | Trey Callaway                                                           | 30 martie 2006     | 2T6916        | 3.76                    |
| 18            | 18           | „Something Wicked”  | Whitney Ransick       | Daniel Knauf                                                            | 6 aprilie 2006     | 2T6917        | 3.67                    |
| 19            | 19           | „Provenance”        | Phil Sgriccia         | David Ehrman                                                            | 13 aprilie 2006    | 2T6918        | 3.62                    |
| 20            | 20           | „Dead Man's Blood”  | Tony Wharmby          | Cathryn Humphris & John Shiban                                          | 20 aprilie 2006    | 2T6919        | 3.99                    |
| 21            | 21           | „Salvation”         | Robert Singer         | Sera Gamble & Raelle Tucker                                             | 27 aprilie 2006    | 2T6920        | 3.26                    |
| 22            | 22           | „Devil's Trap”      | Kim Manners           | Eric Kripke                                                             | 4 mai 2006         | 2T6921        | 3.99                    |

## Legături externe
- Site web oficial
- „Supernatural” la Internet Movie Database
- Lista episoadelor din Supernatural  season 1 la TV.com

- Supernatural la epguides.com